# Sinofil
Sinofil är namnet på en person som har ett starkt intresse för landet Kina, kinesisk kultur eller det kinesiska folket i sig . 
Kända sinofiler är bland annat Enver Hoxha. 